# Mussey-sur-Marne
Mussey-sur-Marne és un municipi francès situat al departament de l'Alt Marne i a la regió del Gran Est. L'any 2007 tenia 335 habitants.

## Demografia

### Població
El 2007 la població de fet de Mussey-sur-Marne era de 335 persones. Hi havia 136 famílies de les quals 32 eren unipersonals (12 homes vivint sols i 20 dones vivint soles), 48 parelles sense fills, 48 parelles amb fills i 8 famílies monoparentals amb fills.
La població ha evolucionat segons el següent gràfic:
Habitants censats

### Habitatges
El 2007 hi havia 173 habitatges, 140 eren l'habitatge principal de la família, 19 eren segones residències i 14 estaven desocupats. 167 eren cases i 6 eren apartaments. Dels 140 habitatges principals, 105 estaven ocupats pels seus propietaris, 33 estaven llogats i ocupats pels llogaters i 2 estaven cedits a títol gratuït; 5 tenien dues cambres, 32 en tenien tres, 48 en tenien quatre i 55 en tenien cinc o més. 106 habitatges disposaven pel capbaix d'una plaça de pàrquing. A 72 habitatges hi havia un automòbil i a 49 n'hi havia dos o més.

### Piràmide de població
La piràmide de població per edats i sexe el 2009 era:
| Homes | Edats   | Dones |
| ----- | ------- | ----- |
| 0     | 95 o +  | 0     |
| 0     | 90 a 94 | 0     |
| 8     | 85 a 89 | 4     |
| 0     | 80 a 84 | 0     |
| 4     | 75 a 79 | 20    |
| 8     | 70 a 74 | 4     |
| 16    | 65 a 69 | 12    |
| 4     | 60 a 64 | 4     |
| 4     | 55 a 59 | 12    |
| 16    | 50 a 54 | 4     |
| 8     | 45 a 49 | 12    |
| 12    | 40 a 44 | 8     |
| 12    | 35 a 39 | 4     |
| 12    | 30 a 34 | 8     |
| 16    | 25 a 29 | 16    |
| 4     | 20 a 24 | 8     |
| 16    | 15 a 19 | 8     |
| 16    | 10 a 14 | 4     |
| 4     | 5 a 9   | 8     |
| 8     | 0 a 4   | 12    |

## Economia
El 2007 la població en edat de treballar era de 210 persones, 146 eren actives i 64 eren inactives. De les 146 persones actives 142 estaven ocupades (73 homes i 69 dones) i 4 estaven aturades (2 homes i 2 dones). De les 64 persones inactives 19 estaven jubilades, 16 estaven estudiant i 29 estaven classificades com a «altres inactius».

### Ingressos
El 2009 a Mussey-sur-Marne hi havia 139 unitats fiscals que integraven 339 persones, la mediana anual d'ingressos fiscals per persona era de 14.701 €.

### Activitats econòmiques
Dels 12 establiments que hi havia el 2007, 2 eren d'empreses alimentàries, 1 d'una empresa de fabricació d'altres productes industrials, 5 d'empreses de construcció, 1 d'una empresa de comerç i reparació d'automòbils, 2 d'empreses d'hostatgeria i restauració i 1 d'una empresa de serveis.
Dels 6 establiments de servei als particulars que hi havia el 2009, 1 era un paleta, 2 fusteries, 1 lampisteria, 1 electricista i 1 restaurant.
Dels 2 establiments comercials que hi havia el 2009, 1 era una botiga de menys de 120 m² i 1 una fleca.
L'any 2000 a Mussey-sur-Marne hi havia 3 explotacions agrícoles.

## Equipaments sanitaris i escolars
El 2009 hi havia una escola elemental.

## Poblacions més properes
El següent diagrama mostra les poblacions més properes.